# Sarah Van Dam
Sarah Van Dam, née le 4 décembre 2001, à Victoria, est une coureuse cycliste canadienne. Elle pratique le cyclisme sur piste et sur route.

## Biographie
Sarah Van Dam pratique le cyclisme depuis 2013. Elle pratique à la fois le cyclisme route, sur piste, le VTT cross-country et le cyclo-cross, avant de se concentrer sur la route et la piste.
Elle domine les championnats du Canada sur piste juniors (moins de 19 ans) 2018, où elle décroche huit médailles, dont six titres.
En 2019, elle rejoint le club canadien du Red Truck-Mosaic Homes. 
En septembre 2021, elle gagne la poursuite par équipes de la manche de Coupe des nations de Cali. Un mois plus tard, elle participe à ses premiers mondiaux chez les élites et se classe quatrième de la poursuite par équipes avec la sélection canadienne. En août 2022, elle domine les championnats panaméricains sur piste avec six médailles, dont quatre médailles d'or en poursuite par équipes (avec Adèle Desgagnés, Lily Plante et Ruby West), course à l'américaine (avec Lily Plante), omnium et course à l'élimination. Elle est également championne du Canada de poursuite et de course à l'américaine. Sur route, elle monte sur des podiums d'étape de la Redlands Bicycle Classic et de la Valley of the Sun Stage Race. En fin de saison, elle est sélectionnée pour participer aux épreuves d'endurance de la Ligue des champions sur piste.
En 2023, elle signe avec l'équipe continentale américaine DNA Pro Cycling. Elle participe de plus en plus à des compétitions sur route, initialement en Amérique du Nord ou dans des courses plus petites en Europe. Elle monte sur le podium à plusieurs reprises, sans décrocher de victoire. Aux championnats canadiens, elle termine troisième de la course sur route en 2023 et troisième du contre-la-montre individuel en 2024.
Pour la saison 2025, elle devient membre de l'équipe allemande Ceratizit. Elle a fait sa première apparition sur le World Tour lors du Women's Tour Down Under 2025, terminant deux fois dans le top 5 des arrivées d'étape et prenant la onzième place au classement général.

## Palmarès sur piste

### Jeux olympiques
- Paris 2024
  - 8e de la poursuite par équipes

### Championnats du monde
| Édition / Épreuve              | Poursuite individuelle | Poursuite par équipes | Américaine | Élimination |
| Roubaix 2021                   |                        | 4e                    |            | 20e         |
| Saint-Quentin-en-Yvelines 2022 | 12e                    | 7e                    | 12e        | 8e          |
| Glasgow 2023                   | 13e                    | 8e                    |            |             |

### Coupe des nations
- 2021
  - 1re de la poursuite par équipes à Cali (avec Ngaire Barraclough, Erin Attwell et Lily Plante)
- 2023
  - 3e de la poursuite par équipes à Milton

### Ligue des champions
- 2022
  - 2e du scratch à Londres (II)
- 2023
  - 1re du scratch à Paris
  - 2e du scratch à Berlin
- 2024
  - 1re du scratch à Apeldoorn (I)
  - 2e de l'élimination à Londres (I)
  - 3e du scratch à Apeldoorn (II)

### Championnats panaméricains
- Lima 2022
  -  Médaillée d'or de la poursuite par équipes (avec Adèle Desgagnés, Lily Plante et Ruby West)
  -  Médaillée d'or de course à l'américaine (avec Lily Plante)
  -  Médaillée d'or de l'omnium
  -  Médaillée d'or de l'élimination
  -  Médaillée de bronze de la course aux points
  -  Médaillée de bronze du scratch

### Championnats nationaux
- 2018
  -  Championne du Canada du 500 mètres juniors
  -  Championne du Canada du keirin juniors
  -  Championne du Canada de vitesse juniors
  -  Championne du Canada de poursuite juniors
  -  Championne du Canada de course à l'américaine juniors (avec Casey Garrison)
  -  Championne du Canada du scratch juniors
- 2022
  -  Championne du Canada de poursuite
  -  Championne du Canada de course à l'américaine (avec Devaney Collier)

## Palmarès sur route

### Par années
- 2022
  - 2e du  championnat du Canada du contre-la-montre espoirs
- 2023
  - 3e du championnat du Canada sur route
  - 3e du Sunny King Criterium
  - 3e de la Clarendon Cup
  - 3e de la Crystal Cup
  - 9e du championnat du monde sur route espoirs
- 2024
  - 3e du Grand Prix cycliste de Gatineau
  - 3e du championnat du Canada du contre-la-montre
- 2025
  - 3e de la Ronde de Mouscron
  - 3e du Festival Elsy Jacobs à Garnich
  - 3e du Tour du Pays basque
  - 5e du Tour de Grande-Bretagne

### Résultats sur les grands tours

#### Tour d'Italie
1 participation
- 2025 : 21e

#### Tour de France
1 participation
- 2025 : 41e

### Classements mondiaux
| Année                                 | 2022 | 2023 | 2024 |
| ------------------------------------- | ---- | ---- | ---- |
| Classement UCI                        | 836e | 224e | 219e |
|                                       |      |      |      |
| Légende : nc = non classéSource : UCI |      |      |      |